# Чемпионат Португалии по футболу
Примейра-лига (порт. Primeira Liga, [pɾiˈmɐjɾɐ ˈliɣɐ], спонсорское название турнира — Liga Portugal Betclic) — турнир среди профессиональных футбольных клубов Португалии, высший дивизион системы лиг Португалии. Разыгрывается с 1934 года, когда в соревновании приняло участие 8 команд. В настоящее время в турнире участвуют 18 команд. Только пять клубов становились чемпионами Португалии: это «Порту», «Бенфика», «Спортинг», «Белененсеш» и «Боавишта», причём на счету последних двух клубов всего по одному титулу.
Начиная с сезона 2008/09 и по сезон 2013/14 высший футбольный дивизион Португалии назывался «Лига Зон Сагриш» (порт. Liga ZON Sagres) по имени главного спонсора турнира — пивоваренной компании Sagres. С сезона 2014/15 соревнование называется «Примейра-лига». Кроме того, начиная с сезона 2014/15 в турнире принимает участие 18 команд. В сезоне 2015/16 спонсорское название лиги — Liga NOS, в настоящее время — Liga Portugal Bwin.
По итогам сезона команды, занявшие два последние места, напрямую покидают высший дивизион, их места занимают две лучшие команды из Португальской лиги 2, ещё по одной команде (занявшая 16-е место в Примейре и занявшая 3-е место в Португальской лиге 2) играют переходные матчи.

## Квалификация в еврокубки
По итогам очередного чемпионата в соответствии с позицией в таблице коэффициентов УЕФА на 2025 год (7-е место), в еврокубковые соревнования на следующий сезон квалифицируются следующие команды:
- клуб-чемпион квалифицируется в общий этап Лиги чемпионов;
- команда, занявшая 2-е место, участвует в Лиге чемпионов с третьего квалификационного раунда;
- команда, занявшая 3-е место, квалифицируется во второй квалификационный раунд Лиги Европы, но если обладатель Кубка Португалии ранее квалифировался в Лигу чемпионов, то команда занявшая 3-е место квалифицируется в общий этап Лиги Европы;
- команда, занявшая 4-е место, стартует со второго квалификационного раунда Лиги конференций, но если обладатель Кубка Португалии финишировал на 3-м месте и выше, то команда, занявшая 4-е место, стартует со второго квалификационного раунда Лиги Европы, а команда, занявшая 5-е место, стартует со второго квалификационного раунда Лиги конференций.

## Достижения клубов
| Клуб                  | Чемпион | Вице-чемпион | Бронзовый призёр |
| --------------------- | --- | --- | --- |
| «Бенфика»             | 38 (1935/36, 1936/37, 1937/38, 1941/42, 1942/43, 1944/45, 1949/50, 1954/55, 1956/57, 1959/60, 1960/61, 1962/63, 1963/64, 1964/65, 1966/67, 1967/68, 1968/69, 1970/71, 1971/72, 1972/73, 1974/75, 1975/76, 1976/77, 1980/81, 1982/83, 1983/84, 1986/87, 1988/89, 1990/91, 1993/94, 2004/05, 2009/10, 2013/14, 2014/15, 2015/16, 2016/17, 2018/19, 2022/23) | 31 (1943/44, 1945/46, 1946/47, 1947/48, 1948/49, 1951/52, 1952/53, 1955/56, 1958/59, 1965/66, 1969/70, 1973/74, 1977/78, 1978/79, 1981/82, 1985/86, 1987/88, 1989/90, 1991/92, 1992/93, 1995/96, 1997/98, 2002/03, 2003/04, 2010/11, 2011/12, 2012/13, 2017/18, 2019/20, 2023/24, 2024/25) | 17 (1934/35, 1938/39, 1950/51, 1953/54, 1957/58, 1961/62, 1979/80, 1984/85, 1994/95, 1996/97, 1998/99, 1999/00, 2005/06, 2006/07, 2008/09, 2020/21, 2021/22) |
| «Порту»               | 30 (1934/35, 1938/39, 1939/40, 1955/56, 1958/59, 1977/78, 1978/79, 1984/85, 1985/86, 1987/88, 1989/90, 1991/92, 1992/93, 1994/95, 1995/96, 1996/97, 1997/98, 1998/99, 2002/03, 2003/04, 2005/06, 2006/07, 2007/08, 2008/09, 2010/11, 2011/12, 2012/13, 2017/18, 2019/20, 2021/22)                                                                         | 29 (1935/36, 1937/38, 1940/41, 1950/51, 1953/54, 1956/57, 1957/58, 1961/62, 1962/63, 1963/64, 1964/65, 1968/69, 1974/75, 1979/80, 1980/81, 1982/83, 1983/84, 1986/87, 1988/89, 1990/91, 1993/94, 1999/00, 2000/01, 2014/15, 2016/17, 2018/19, 2020/21, 2022/23)                            | 15 (1946/47, 1951/52, 1960/61, 1965/66, 1966/67, 1967/68, 1970/71, 1976/77, 1981/82, 2001/02, 2009/10, 2013/14, 2015/16, 2023/24, 2024/25) |
| «Спортинг» (Лиссабон) | 21 (1940/41, 1943/44, 1946/47, 1947/48, 1948/49, 1950/51, 1951/52, 1952/53, 1953/54, 1957/58, 1961/62, 1965/66, 1969/70, 1973/74, 1979/80, 1981/82, 1999/00, 2001/02, 2020/21, 2023/24, 2024/25) | 22 (1934/35, 1938/39, 1939/40, 1941/42, 1942/43, 1944/45, 1949/50, 1959/60, 1960/61, 1967/68, 1970/71, 1976/77, 1984/85, 1994/95, 1996/97, 2005/06, 2006/07, 2007/08, 2008/09, 2013/14, 2015/16, 2021/22)                                                                                  | 29 (1935/36, 1936/37, 1937/38, 1945/46, 1954/55, 1962/63, 1963/64, 1971/72, 1974/75, 1977/78, 1978/79, 1980/81, 1982/83, 1983/84, 1985/86, 1989/90, 1990/91, 1992/93, 1993/94, 1995/96, 2000/01, 2002/03, 2003/04, 2004/05, 2010/11, 2014/15, 2016/17, 2017/18, 2018/19) |
| «Белененсеш»          | 1 (1945/46) | 3 (1936/37, 1954/55, 1972/73) | 14 (1939/40, 1940/41, 1941/42, 1942/43, 1944/45, 1947/48, 1948/49, 1952/53, 1955/56, 1956/57, 1958/59, 1959/60, 1975/76, 1987/88) |
| «Боавишта»            | 1 (2000/01) | 3 (1975/76, 1998/99, 2001/02) | 2 (1988/89, 1991/92) |
| «Витория» (Сетубал)   | — | 1 (1971/72) | 3 (1969/70, 1972/73, 1973/74) |
| «Брага»               | — | 1 (2009/10) | 3 (2011/12, 2019/20, 2022/23) |
| «Академика» (Коимбра) | — | 1 (1966/67) | — |
| «Витория» (Гимарайнш) | — | — | 4 (1968/69, 1986/87, 1997/98, 2007/08) |
| «Атлетико» (Лиссабон) | — | — | 2 (1943/44, 1949/50) |
| «Фабрил»              | — | — | 1 (1964/65) |
| «Пасуш де Феррейра»   | — | — | 1 (2012/13) |

## Чемпионы Португалии, призёры чемпионатов и лучшие бомбардиры
| Год                                                        | Чемпион                                                    | 2-е место                                                  | 3-е место                                                  | Лучший бомбардир                                           |
| Первая Лига экспериментальная (неофициальные соревнования) | Первая Лига экспериментальная (неофициальные соревнования) | Первая Лига экспериментальная (неофициальные соревнования) | Первая Лига экспериментальная (неофициальные соревнования) | Первая Лига экспериментальная (неофициальные соревнования) |
| ---------------------------------------------------------- | ---------------------------------------------------------- | ---------------------------------------------------------- | ---------------------------------------------------------- | ---------------------------------------------------------- |
| 1934/35                                                    | «Порту»                                                    | «Спортинг» Лиссабон                                        | «Бенфика»                                                  | Мануэл Суэйру                                              |
| 1935/36                                                    | «Бенфика»                                                  | «Порту»                                                    | «Спортинг» Лиссабон                                        | Пинга                                                      |
| 1936/37                                                    | «Бенфика»                                                  | «Белененсиш»                                               | «Спортинг» Лиссабон                                        | Мануэл Суэйру                                              |
| 1937/38                                                    | «Бенфика»                                                  | «Порту»                                                    | «Спортинг» Лиссабон                                        | Фернанду Пейротеу                                          |
| Первый дивизион (официальный чемпионат)                    |                                                            |                                                            |                                                            |                                                            |
| 1938/39                                                    | «Порту»                                                    | «Спортинг» Лиссабон                                        | «Бенфика»                                                  | Коштураш                                                   |
| 1939/40                                                    | «Порту»                                                    | «Спортинг» Лиссабон                                        | «Белененсиш»                                               | Фернанду Пейротеу, Славко Кодрня                           |
| 1940/41                                                    | «Спортинг» Лиссабон                                        | «Порту»                                                    | «Белененсиш»                                               | Фернанду Пейротеу                                          |
| 1941/42                                                    | «Бенфика»                                                  | «Спортинг» Лиссабон                                        | «Белененсиш»                                               | Коррея Диаш                                                |
| 1942/43                                                    | «Бенфика»                                                  | «Спортинг» Лиссабон                                        | «Белененсиш»                                               | Жулинью                                                    |
| 1943/44                                                    | «Спортинг» Лиссабон                                        | «Бенфика»                                                  | «Атлетико» Лиссабон                                        | Франсишку Родригеш                                         |
| 1944/45                                                    | «Бенфика»                                                  | «Спортинг» Лиссабон                                        | «Белененсиш»                                               | Франсишку Родригеш                                         |
| 1945/46                                                    | «Белененсиш»                                               | «Бенфика»                                                  | «Спортинг» Лиссабон                                        | Фернанду Пейротеу                                          |
| 1946/47                                                    | «Спортинг» Лиссабон                                        | «Бенфика»                                                  | «Порту»                                                    | Фернанду Пейротеу                                          |
| 1947/48                                                    | «Спортинг» Лиссабон                                        | «Бенфика»                                                  | «Белененсиш»                                               | Антониу Араужу                                             |
| 1948/49                                                    | «Спортинг» Лиссабон                                        | «Бенфика»                                                  | «Белененсиш»                                               | Фернанду Пейротеу                                          |
| 1949/50                                                    | «Бенфика»                                                  | «Спортинг» Лиссабон                                        | «Атлетико» Лиссабон                                        | Жулинью                                                    |
| 1950/51                                                    | «Спортинг» Лиссабон                                        | «Порту»                                                    | «Бенфика»                                                  | Мануэл Вашкеш                                              |
| 1951/52                                                    | «Спортинг» Лиссабон                                        | «Бенфика»                                                  | «Порту»                                                    | Жозе Агуаш                                                 |
| 1952/53                                                    | «Спортинг» Лиссабон                                        | «Бенфика»                                                  | «Белененсиш»                                               | Мататеу                                                    |
| 1953/54                                                    | «Спортинг» Лиссабон                                        | «Порту»                                                    | «Бенфика»                                                  | Жоау Мартинш                                               |
| 1954/55                                                    | «Бенфика»                                                  | «Белененсиш»                                               | «Спортинг» Лиссабон                                        | Мататеу                                                    |
| 1955/56                                                    | «Порту»                                                    | «Бенфика»                                                  | «Белененсиш»                                               | Жозе Агуаш                                                 |
| 1956/57                                                    | «Бенфика»                                                  | «Порту»                                                    | «Белененсиш»                                               | Жозе Агуаш                                                 |
| 1957/58                                                    | «Спортинг» Лиссабон                                        | «Порту»                                                    | «Бенфика»                                                  | Арсенью Дуарте                                             |
| 1958/59                                                    | «Порту»                                                    | «Бенфика»                                                  | «Белененсиш»                                               | Жозе Агуаш                                                 |
| 1959/60                                                    | «Бенфика»                                                  | «Спортинг» Лиссабон                                        | «Белененсиш»                                               | Эдмур Рибейру                                              |
| 1960/61                                                    | «Бенфика»                                                  | «Спортинг» Лиссабон                                        | «Порту»                                                    | Жозе Агуаш                                                 |
| 1961/62                                                    | «Спортинг» Лиссабон                                        | «Порту»                                                    | «Бенфика»                                                  | Азумир Верисиму                                            |
| 1962/63                                                    | «Бенфика»                                                  | «Порту»                                                    | «Спортинг» Лиссабон                                        | Жозе Торриш                                                |
| 1963/64                                                    | «Бенфика»                                                  | «Порту»                                                    | «Спортинг» Лиссабон                                        | Эузебиу                                                    |
| 1964/65                                                    | «Бенфика»                                                  | «Порту»                                                    | КУФ                                                        | Эузебиу                                                    |
| 1965/66                                                    | «Спортинг» Лиссабон                                        | «Бенфика»                                                  | «Порту»                                                    | Эузебиу, Эрнешту Фигейреду                                 |
| 1966/67                                                    | «Бенфика»                                                  | «Академика»                                                | «Порту»                                                    | Эузебиу                                                    |
| 1967/68                                                    | «Бенфика»                                                  | «Спортинг» Лиссабон                                        | «Порту»                                                    | Эузебиу                                                    |
| 1968/69                                                    | «Бенфика»                                                  | «Порту»                                                    | «Витория» Гимарайнш                                        | Мануэл Антониу                                             |
| 1969/70                                                    | «Спортинг» Лиссабон                                        | «Бенфика»                                                  | «Витория» Сетубал                                          | Эузебиу                                                    |
| 1970/71                                                    | «Бенфика»                                                  | «Спортинг» Лиссабон                                        | «Порту»                                                    | Артур Жорже                                                |
| 1971/72                                                    | «Бенфика»                                                  | «Витория» Сетубал                                          | «Спортинг» Лиссабон                                        | Артур Жорже                                                |
| 1972/73                                                    | «Бенфика»                                                  | «Белененсиш»                                               | «Витория» Сетубал                                          | Эузебиу                                                    |
| 1973/74                                                    | «Спортинг» Лиссабон                                        | «Бенфика»                                                  | «Витория» Сетубал                                          | Эктор Ясальде                                              |
| 1974/75                                                    | «Бенфика»                                                  | «Порту»                                                    | «Спортинг» Лиссабон                                        | Эктор Ясальде                                              |
| 1975/76                                                    | «Бенфика»                                                  | «Боавишта»                                                 | «Белененсиш»                                               | Руй Жордао                                                 |
| 1976/77                                                    | «Бенфика»                                                  | «Спортинг» Лиссабон                                        | «Порту»                                                    | Фернанду Гомиш                                             |
| 1977/78                                                    | «Порту»                                                    | «Бенфика»                                                  | «Спортинг» Лиссабон                                        | Фернанду Гомиш                                             |
| 1978/79                                                    | «Порту»                                                    | «Бенфика»                                                  | «Спортинг» Лиссабон                                        | Фернанду Гомиш                                             |
| 1979/80                                                    | «Спортинг» Лиссабон                                        | «Порту»                                                    | «Бенфика»                                                  | Руй Жордао                                                 |
| 1980/81                                                    | «Бенфика»                                                  | «Порту»                                                    | «Спортинг» Лиссабон                                        | Нене                                                       |
| 1981/82                                                    | «Спортинг» Лиссабон                                        | «Бенфика»                                                  | «Порту»                                                    | Жаккеш                                                     |
| 1982/83                                                    | «Бенфика»                                                  | «Порту»                                                    | «Спортинг» Лиссабон                                        | Фернанду Гомиш                                             |
| 1983/84                                                    | «Бенфика»                                                  | «Порту»                                                    | «Спортинг» Лиссабон                                        | Фернанду Гомиш, Нене                                       |
| 1984/85                                                    | «Порту»                                                    | «Спортинг» Лиссабон                                        | «Бенфика»                                                  | Фернанду Гомиш                                             |
| 1985/86                                                    | «Порту»                                                    | «Бенфика»                                                  | «Спортинг» Лиссабон                                        | Мануэл Фернандеш                                           |
| 1986/87                                                    | «Бенфика»                                                  | «Порту»                                                    | «Витория» Гимарайнш                                        | Паулинью Каскавел                                          |
| 1987/88                                                    | «Порту»                                                    | «Бенфика»                                                  | «Белененсиш»                                               | Паулинью Каскавел                                          |
| 1988/89                                                    | «Бенфика»                                                  | «Порту»                                                    | «Боавишта»                                                 | Вата                                                       |
| 1989/90                                                    | «Порту»                                                    | «Бенфика»                                                  | «Спортинг» Лиссабон                                        | Матс Магнуссон                                             |
| 1990/91                                                    | «Бенфика»                                                  | «Порту»                                                    | «Спортинг» Лиссабон                                        | Руй Агуаш                                                  |
| 1991/92                                                    | «Порту»                                                    | «Бенфика»                                                  | «Боавишта»                                                 | Рикки                                                      |
| 1992/93                                                    | «Порту»                                                    | «Бенфика»                                                  | «Спортинг» Лиссабон                                        | Жорже Кадете                                               |
| 1993/94                                                    | «Бенфика»                                                  | «Порту»                                                    | «Спортинг» Лиссабон                                        | Рашиди Йекини                                              |
| 1994/95                                                    | «Порту»                                                    | «Спортинг» Лиссабон                                        | «Бенфика»                                                  | Хассан Надер                                               |
| 1995/96                                                    | «Порту»                                                    | «Бенфика»                                                  | «Спортинг» Лиссабон                                        | Домингуш Пасиенсия                                         |
| 1996/97                                                    | «Порту»                                                    | «Спортинг» Лиссабон                                        | «Бенфика»                                                  | Марио Жардел                                               |
| 1997/98                                                    | «Порту»                                                    | «Бенфика»                                                  | «Витория» Гимарайнш                                        | Марио Жардел                                               |
| 1998/99                                                    | «Порту»                                                    | «Боавишта»                                                 | «Бенфика»                                                  | Марио Жардел                                               |
| Премьер лига                                               |                                                            |                                                            |                                                            |                                                            |
| 1999/2000                                                  | «Спортинг» Лиссабон                                        | «Порту»                                                    | «Бенфика»                                                  | Марио Жардел                                               |
| 2000/01                                                    | «Боавишта»                                                 | «Порту»                                                    | «Спортинг» Лиссабон                                        | Ренивальдо Перейра де Хесус «Пенья»                        |
| 2001/02                                                    | «Спортинг» Лиссабон                                        | «Боавишта»                                                 | «Порту»                                                    | Марио Жардел                                               |
| 2002/03                                                    | «Порту»                                                    | «Бенфика»                                                  | «Спортинг» Лиссабон                                        | Симан Саброза Фари Фей                                     |
| 2003/04                                                    | «Порту»                                                    | «Бенфика»                                                  | «Спортинг» Лиссабон                                        | Бенни Маккарти                                             |
| 2004/05                                                    | «Бенфика»                                                  | «Порту»                                                    | «Спортинг» Лиссабон                                        | Лиедсон                                                    |
| 2005/06                                                    | «Порту»                                                    | «Спортинг» Лиссабон                                        | «Бенфика»                                                  | Альберт Мейонг                                             |
| 2006/07                                                    | «Порту»                                                    | «Спортинг» Лиссабон                                        | «Бенфика»                                                  | Лиедсон                                                    |
| 2007/08                                                    | «Порту»                                                    | «Спортинг» Лиссабон                                        | «Витория» Гимарайнш                                        | Лисандро Лопес                                             |
| 2008/09                                                    | «Порту»                                                    | «Спортинг» Лиссабон                                        | «Бенфика»                                                  | Андерсон                                                   |
| 2009/10                                                    | «Бенфика»                                                  | «Брага»                                                    | «Порту»                                                    | Оскар Кардосо                                              |
| 2010/11                                                    | «Порту»                                                    | «Бенфика»                                                  | «Спортинг» Лиссабон                                        | Халк                                                       |
| 2011/12                                                    | «Порту»                                                    | «Бенфика»                                                  | «Брага»                                                    | Оскар Кардосо Лима                                         |
| 2012/13                                                    | «Порту»                                                    | «Бенфика»                                                  | «Пасуш де Феррейра»                                        | Джексон Мартинес                                           |
| 2013/14                                                    | «Бенфика»                                                  | «Спортинг» Лиссабон                                        | «Порту»                                                    | Джексон Мартинес                                           |
| 2014/15                                                    | «Бенфика»                                                  | «Порту»                                                    | «Спортинг» Лиссабон                                        | Джексон Мартинес                                           |
| 2015/16                                                    | «Бенфика»                                                  | «Спортинг» Лиссабон                                        | «Порту»                                                    | Жонас                                                      |
| 2016/17                                                    | «Бенфика»                                                  | «Порту»                                                    | «Спортинг» Лиссабон                                        | Дост                                                       |
| 2017/18                                                    | «Порту»                                                    | «Бенфика»                                                  | «Спортинг» Лиссабон                                        | Жонас                                                      |
| 2018/19                                                    | «Бенфика»                                                  | «Порту»                                                    | «Спортинг» Лиссабон                                        | Харис Сеферович                                            |
| 2019/20                                                    | «Порту»                                                    | «Бенфика»                                                  | «Брага»                                                    | Пицци                                                      |
| 2020/21                                                    | «Спортинг»                                                 | «Порту»                                                    | «Бенфика»                                                  | Педру Гонсалвеш                                            |
| 2021/22                                                    | «Порту»                                                    | «Спортинг»                                                 | «Бенфика»                                                  | Дарвин Нуньес                                              |
| 2022/23                                                    | «Бенфика»                                                  | «Порту»                                                    | «Брага»                                                    | Мехди Тареми                                               |
| 2023/24                                                    | «Спортинг»                                                 | «Бенфика»                                                  | «Порту»                                                    | Виктор Дьёкереш                                            |
| 2024/25                                                    | «Спортинг»                                                 | «Бенфика»                                                  | «Порту»                                                    | Виктор Дьёкереш                                            |

## Индивидуальные рекордсмены
| Лучшие бомбардиры | Лучшие бомбардиры   | Лучшие бомбардиры | Лучшие бомбардиры | Лучшие бомбардиры |
| ----------------- | ------------------- | ----------------- | ----------------- | ----------------- |
| №                 | Игрок               | Период            | Клуб              | Голы              |
| 1                 | Фернанду Пейротеу   | 1937—1949         | Спортинг          | 332 (1,68)        |
| 2                 | Эйсебио             | 1960—1977         | Бенфика           | 319 (1,02)        |
| 3                 | Фернанду Гомиш      | 1974—1991         | Порту             | 318 (0,79)        |
| 4                 | Жозе Агуаш          | 1950—1963         | Бенфика           | 290 (1,03)        |
| 5                 | Нене                | 1968—1986         | Бенфика           | 262 (0,62)        |
| 6                 | Мануэл Фернандеш    | 1970—1988         | Спортинг          | 243 (0,50)        |
| 7                 | Маматеу             | 1951—1967         | Белененсиш        | 218 (0,75)        |
| 8                 | Жозе Аугушту Торриш | 1959—1980         | Бенфика           | 217 (0,57)        |
| 9                 | Руй Жордау          | 1971—1989         | Спортинг          | 215 (0,60)        |
| 10                | Арсениу Дуарте      | 1943—1959         | Бенфика           | 211 (0,67)        |

| Рекордсмены по количеству игр | Рекордсмены по количеству игр | Рекордсмены по количеству игр   | Рекордсмены по количеству игр           | Рекордсмены по количеству игр |
| №                             | Игрок                         | Период                          | Клуб                                    | Матчи                         |
| ----------------------------- | ----------------------------- | ------------------------------- | --------------------------------------- | ----------------------------- |
| 1                             | Мануэл Фернандеш              | 1969—1976, 1977—1978, 1979—1988 | КУФ, Спортинг, Витория                  | 486                           |
| 2                             | Антониу Соуза                 | 1975—1977, 1978—1994            | Бейра-Мар, Порту, Спортинг, Жил Висенте | 484                           |
| 3                             | Жуан Виейра Пинту             | 1988—1990, 1991—2008            | Боавишта, Бенфика, Спортинг, Брага      | 476                           |
| 4                             | Диниш Виталь                  | 1952—1970                       | Лузитано, Витория                       | 442                           |
| 5                             | Антониу Велозу                | 1978—1995                       | Бейра-Мар, Бенфика                      | 437                           |
| 6                             | Таманьини Нене                | 1968—1986                       | Бенфика                                 | 422                           |
| 7                             | Мануэл Бенту                  | 1967—1968,1969—1992             | Бенфика                                 | 422                           |
| 8                             | Витор Дамаш                   | 1966—1976, 1980—1989            | Спортинг, Витория, Портимоненсе         | 416                           |
| 9                             | Жуан Домингуш Пинту           | 1981—1997                       | Порту                                   | 408                           |
| 10                            | Витор Баия                    | 1988—1996, 1999—2007            | Порту                                   | 406                           |